# Aiutatemi
Aiutatemi è il primo EP del gruppo musicale italiano Kutso, pubblicato il 19 agosto 2011 dalla 22R.

## Tracce
Testi e musiche di Matteo Gabbianelli.
1. Aiutatemi – 2:14
2. Compro una tv – 2:02
3. Fottuto – 2:47
4. 3 anni – 2:18

Durata totale: 9:21

## Formazione

### Gruppo
- Matteo Gabbianelli – voce
- Donatello Giorgi – chitarra, cori
- Giacomo Citro – basso, cori
- Alessandro Inolti – batteria, cori

### Altri musicisti
- Stefano Priori – voce tenorile (Compro una tv)
- Umberto Maliziotti – cori aggiuntivi
- Marco Krasinski – cori aggiuntivi
- Emiliano Esposti – voce (3 anni)